# Arisaema muricaudatum
Arisaema muricaudatum là một loài thực vật có hoa trong họ Ráy (Araceae). Loài này được Sivad. mô tả khoa học đầu tiên năm 1985.